# Linda Blease
Linda Blease (sinh ngày 29 tháng 12 năm 1985) là một người chơi nhạc, nhà sản xuất truyền hình, nữ diễn viên và giao tiếp người Belize. Cô được biết đến trên khắp vùng biển Caribbean với tên gọi Miss Blease đến từ Belize Lưu trữ ngày 27 tháng 9 năm 2017 tại Wayback Machine  Lưu trữ ngày 27 tháng 9 năm 2017 tại Wayback Machine.
Linda tổ chức chương trình radio nổi tiếng The Big Zinc Link trên Krem FM vào thứ Hai từ 3 đến 6 giờ chiều và Thứ Bảy từ 6 đến 9 giờ tối. Cô cũng là một DJ thường xuyên tại phòng chờ Tropicana ở thành phố Belize. Ngoài ra, Blease là người tạo và sản xuất Spotlight MVS (Music Video Show) trên Krem TV, một chương trình đặt sự chú ý vào các video âm nhạc gốc của Belizean, cũng như các thể loại Caribbean như reggae, dancehall và soca.

## Đột phá Caribbean
Blease có bước đột phá lớn đầu tiên tại vùng biển Caribe vào tháng 2 năm 2012, khi cô được mời làm người chọn khách tại hộp đêm Quad nổi tiếng ở Kingston, Jamaica. Kể từ đó, cô đã được đặc trưng tại tất cả các điểm nóng của Kingston, bao gồm Fiction Lounge, Club Đặc quyền, Usain Bolt's Track and Records, và Macau Lounge, cũng như Blue Beat ở Montego Bay và những nơi khác ở Caribbean, bao gồm cả Cảng Tây Ban Nha, Trinidad và St. John's, Antigua. Chương trình lớn nhất của cô cho đến nay đang được giới thiệu là tay đua đĩa nữ duy nhất tại sự kiện được mệnh danh là "chương trình reggae vĩ đại nhất trên trái đất", Reggae Sumfest.
Linda nhanh chóng kiếm được danh tiếng là DJ nóng bỏng nhất vùng Caribe. Sự gia tăng thiên thạch của cô đã được đăng trên tờ Observer của Jamaica (đọc tại đây) Lưu trữ ngày 4 tháng 3 năm 2016 tại Wayback Machine, Tàu điện ngầm Trinidad (đọc tại đây) và trong một cuộc phỏng vấn với Báo cáo Giải trí trên Truyền hình Jamaica (xem tại đây).ada

## Cuộc sống ban đầu
Linda Blease sinh ra ở thành phố Belize và lớn lên cùng ông bà của mình trên đảo Caye Caulker ngoài khơi bờ biển Belize. Lần đầu tiên cô say mê âm nhạc là ở Church, nơi cô hát trong dàn hợp xướng nhà thờ và học chơi keyboard trong ban nhạc nhà thờ.
Đã qua tuổi thiếu niên, Linda gặp phải những trận chiến khó khăn nhất khi còn là một thanh niên. Đôi lúc cô không có hệ thống hỗ trợ ngay lập tức và không có nơi nào để gọi về nhà. Khi cô chuyển đến thành phố Belize để theo học đại học, cô bắt đầu biểu diễn trong các vở kịch sân khấu địa phương và sau đó được tiếp cận để làm việc cho một đài truyền hình mới nổi, Krem TV khi 17 tuổi. Cô sớm nắm bắt cơ hội để viết một chuyên mục về giới trẻ trên tờ báo Amandala - 'Spotlight'. Cột trở thành hit. Ở tuổi 22, cô đã phát triển bài báo đó thành Chương trình Video Âm nhạc Spotlight - chương trình video âm nhạc chất lượng cao, hợp pháp đầu tiên ở Belize.
Với cách tiếp cận sáng tạo để sản xuất các chương trình phát thanh và truyền hình của mình, ảnh hưởng truyền thông của cô đã tăng lên khắp cộng đồng Belizean trong và ngoài nước - cả trong và ngoài không khí. Cô đã làm khách mời trong nhiều sự kiện cộng đồng Caribbean ở Los Angeles, Miami và New York.